# 北欧神話の固有名詞一覧
北欧神話の固有名詞一覧（ほくおうしんわのこゆうめいしいちらん）では、北欧神話に登場する神名、人名、地名、物品名などを取り扱う。
丸括弧（）内には（特に但し書きのない限り）古ノルド語の綴りおよび別カナ表記を、鉤括弧「」内にはその名前の意味として一般的な説を挙げた。また日本語版に記事がない項目については、他国語版へのリンクを併記したものもある。

## 人物

### 種族・総称
- アース神族（áss, アース;（複数形）æsir, エーシル;（女性形）ásynja, アーシュニヤ;（女性複数形）ásynjur, アーシュニウル） - 北欧神話の中心となる神族。オーディン、ソールらが所属する。
- アールヴル（álfr, アールヴ; （複数形）álfar, アールヴァル; （英語形）elf, エルフ） - エルフを参照。
- ヴァルキュリヤ（valkyrja, ヴァルキュリャ, ヴァルキュリア, ヴァルキリア; （複数形）valkyrjur, ヴァルキュリウル; （ドイツ語形）Walküre, ヴァルキューレ、ワルキューレ; （英語形）valkyrie, ヴァルキリー、バルキリー）
- ヴァン神族（vanr, ヴァンル;（複数形）vanir, ヴァニル） - 北欧神話に登場するもう一つの神族。フレイル、フレイヤ、ニョルズルらが所属する。
- ヴォルヴァ（vǫlva; （複数形）vǫlur, ヴォルル） - ゲルマン人の信仰におけるシャーマンの一種。「巫女」と訳されることもあるが、歴史的には女性に限らず、男性のヴォルヴァも居たとされる。
- エインヘリヤル（einherjar, エインヘリャル） - ゲルマン人の信仰において、勇敢に戦い死んだ者が死後に成るとされた存在。ヴァルホッルにてラグナロクの準備を行う。
- スヴァルトアールヴル（svartálfr, スヴァルトアールヴ; （複数形）Svartálfar, スヴァルトアールヴァル） - ドヴェルグルと同一視されることもある。
- ディース（dís; （複数形）dísir, ディーシル） - 霊的存在の一種。
- デックアールヴル（dökkálfr, døkkálfr, デックアールヴ; （複数形）dökkálfar, døkkálfar, デックアールヴァル） - ダークエルフを参照。ドヴェルグルと同一視されることもある。
- ドヴェルグル（dvergr, ドヴェルグ; （英語形）dwarf, ドワーフ） - ドワーフを参照。
- ノルン（norn; （複数形）nornir, ノルニル） - 「運命の女神」と呼ばれることもある。
- ハミンギヤ（hamingja, ハミンギャ, ハミンギア） - 霊的存在の一種。あるいは「幸運、運勢」に関する概念。
- フュルギヤ（fylgja, フィルギャ, フュルギャ, フュルギア; （複数形）fylgjur, フュルギユル, フィルギュル, フィルギウル） - 霊的存在の一種。
- ムースペッル（múspell, ムスペル, ムスペッル, ムースペル） - 巨人族の一つ。「炎の巨人」と訳されることもある。
- ヨトゥン（jǫtunn） - 巨人族の一つ。「霜の巨人」と訳されることもある。
- リョースアールヴル（ljósálfr, リョースアールヴ; （複数形）ljósálfar, リョースアールヴァル） - 一般にアールヴルと同一視される。

### アース神族・ヴァン神族
- アンドフリームニル - コック
- イズン - 黄金の林檎の管理人で、詩の神ブラギの妻
- ヴァーリ - オーディンの息子
- ヴァール - 誓いの女神。
- ヴィーザル - 「森」または「広い場所」。
- ヴィリ - 「ギュルヴィたぶらかし」において、原初の人間アスクとエムブラの創造者の一人とされた。
- ヴェー - 「ギュルヴィたぶらかし」において、原初の人間アスクとエムブラの創造者の一人とされた。
- ヴェル（英語版） - 「詮索」という意味の名の女神。
- ウル - 狩猟、弓術、スキー、決闘の神。
- エイル - 「最良の医者」とされる女神。
- オーズ - 「激情」という意味。
- オーディン（Óðinn オージン）- アース神族の長。
- クヴァシル - ヴァン神族で最も賢いとされる神。
- グナー - 女神フリッグに仕える者の一人。
- グルヴェイグ - 『巫女の予言』に登場する、アース神族とヴァン神族の争いの原因になったとされる女神。フレイヤと同一視されることもある。
- ゲルセミ - 愛の女神フレイヤとその夫オーズの娘。姉妹にフノスがいる。
- サーガ - 詳細不明だが、フリッグと同一人物ではないかという説もある。
- シヴ - ウルの実の母。
- シェヴン - 「恋愛」という意味の名の女神。
- シギュン - 悪神ロキの妻。
- スノトラ（英語版） - 「礼儀」という意味の名の女神。
- スュン（英語版） - 「扉」という意味の名の女神。
- スルーズ（英語版） - トールの娘。また同名のワルキューレがいる。
- ソール - 太陽の女神。
- ダグ - 「昼」を意味する神。
- テュール - 軍神。
- デリング - 「曙光」。
- トール（Þórr ソール） - 雷神であり戦神。
- ナンナ - バルドルの妻、フォルセティの母。
- ニョルズ（Njorðr ニョルズル） - 海の神。ヴァン神族でフレイとフレイヤの父。『ゲルマニア』にその名前が残されていたゲルマン人の女神ネルトゥス（英語版）と同一視されることもある。
- ノート - 「夜」を意味する女神。
- バルドル - 光の神。
- ビル - マーニに従う子供の兄妹。
- フィヨルギュン（Fjǫrgyn, 「大地」） - トールの母とされる女神。一般にヨルズと同一視される。
- フィヨルギュン（Fjǫrgynn, 「大地」） - フリッグの父とされる男神。
- フォルセティ - 司法神であり、最良の法廷ともいわれる。
- フッラ（英語版） - フリッグに仕える女神の一人。
- フノス - 愛の女神フレイヤとその夫オーズの娘。姉妹にゲルセミがいる。
- ブラギ - 詩の神。
- ブーリ - 原初の神とされる。
- フリッグ - 愛と結婚と豊穣の女神。
- フリーン - フリッグに仕える女神の一人。
- フレイ - フレイヤの双子の兄で豊穣の神。
- フレイヤ - フレイの双子の妹で豊穣の神。
- ヘイムダル - 「白いアース」とも呼ばれる光の神。
- ヘズ - 盲目の神。
- ヘーニル - 「番人」「射手>」を意味する。
- ヘルモーズ - オーディンの息子であり、「勇気-戦い」を意味する。
- ボル - 最初の神ブーリの息子であり、主神オーディンの父。
- マグニ - 雷神トールの息子。
- ミーミル - オーディンの相談役となった賢者の神。
- モージ - マグニの兄弟。
- ユングヴィ - フレイの古い時期の名前であったと考えられている。
- ヨルズ - 大地の化身と考えられている女神。
- リーグ - ヘイムダルが人間の世界を旅するときに名乗った名前とされている。
- ロヴン（英語版） - 「縁結び」を意味する女神。
- ロキ - 北欧神話における悪神。ヘルなどの親でもある。
- ローズル - 詳細不明の神。

### ヴァルキュリヤ
- グン(Gudr,「戦い」) - 『ギュルヴィたぶらかし』において、 ヴァルキュリヤのひとりとしてあげられている。ロタとスクルドと共に死者の選び手となり戦いにけりをつける。
- ゲンドゥル（英語版）(「魔力をもつ者」) - ヴァルキュリヤ。
- ゲイルスコグル(Geirskögul,「槍の戦」) - ヴァルキュリヤ。
- シグルドリーヴァ(Sigrdrífa) - ヴァルキュリヤ。
- シグルーン - ヴァルキュリヤ。
- スヴァヴァ（英語版） - ヴァルキュリヤ。
- スクルド - ノルンの一人であり、またヴァルキュリヤの一人でもあった。
- スコグル(Skögul) - ヴァルキュリヤ。
- スルーズ（英語版） - ヴァルキュリヤ。トールの娘と同じ名前である。
- ヒルドル(Hildr,「戦い」) - ヴァルキュリヤ。
- フラズグズ（英語版） - 『ヴェルンドの歌（英語版）』において、ヴァルキュリヤのひとりとしてあげられる。フレズヴェール王の娘のひとりでフラズグズ・スヴァンフィード(Hlaðguðr svanhvít)という。
- ブリュンヒルド(Brynhildr) - エッダに登場するヴァルキュリヤ。
- ロタ - ヴァルキュリヤ。

### 巨人族
- アウルゲルミル - ユミルの別名。
- アウルボザ
- アルヴァルディ
- アングルボザ
- イジ
- イーム
- ヴァフスルーズニル
- ヴァーリ - ロキの息子
- ウートガルザ・ロキ
- エーギル
- エリ
- エルディル
- カーリ
- ガング
- ギャールプ
- ギュミル
- ギリング
- ゲイルロズ
- グリーズ
- グレイプ
- グンロズ
- ゲルズ
- スィアチ
- スカジ
- スットゥング
- スナー（英語版）
- スリヴァルディ
- スリュム
- スルーズゲルミル
- スルト
- セック
- ナグルファリ - ノートの1番目の夫。
- 波の乙女 - エーギルとラーンの間の9人の娘。
- ナルヴィ - ロキの息子とノートの父の2名がいる。
- バウギ
- ヒュミル
- ビューレイスト
- ヒュロッキン
- ヒュンドラ
- ビリング（英語版）
- フィマフェング
- ベストラ
- ベリ
- ベルゲルミル
- ボルソルン
- ファールバウティ
- フェニヤ - 『グロッティの歌』に登場する女巨人。
- フィアラル
- フォルニョート
- ブラーイン（Bláinn,「色黒」） - ユミルの別名。『巫女の予言』第9聯[1]にて用いられている。
- ブリミル（Brimir,「騒ぐ者」） - ユミルの別名。『巫女の予言』第9聯[1]にて用いられている。
- フリュム
- フルングニル
- フレーズヴェルグ - フレズベルクとも。鷲の姿をした巨人。
- フロド（英語版）
- ヘル
- マーニ（Máni, 「月」）
- ミーミル
- ムンディルファリ（英語版）
- メグスラシル
- メニヤ - 『グロッティの歌』に登場する女巨人。
- モーズグズ
- ヤールンサクサ
- ユミル
- ラウフェイ（英語版）（Laufey, 「葉の島」）
- ラグンヒルド（英語版）
- ラーン
- リンド
- ロキ
- ロギ（Logi, 「野火」）

### ドヴェルグル
- アウストリ - ドヴェルグ。ユミルの頭蓋骨（天）を東方で支えている。
- アウルヴァング（Aurvangr,「高名な戦士」） - ドヴェルグ。『巫女の予言』に列記されるドヴェルグ名のひとつで、同詩の後段で、土から誕生したドヴェルグたちは「アウルヴァングの住居」を探しに行ったとされている。
- アーナル（Ánarr,「憧れの目で見る者」） - ドヴェルグ。『巫女の予言』に列記されるドヴェルグ名のひとつ。
- アルヴィース - 『アルヴィースの言葉』に登場するドヴェルグ。
- アルスィオーヴ（Alþiófr,「大泥棒」） - ドヴェルグ。『巫女の予言』に列記されるドヴェルグ名のひとつ。
- アーン（Ánn,「長年の友」） - ドヴェルグ。『巫女の予言』に列記されるドヴェルグ名のひとつ。
- アンドヴァリ（英語版） - ドヴェルグ。
- アンナル - ノートの2番目の夫。ドヴェルグのアーナルと関連のある名前。
- イアリ（Iari,「戦士」） - ドヴェルグ。『巫女の予言』に列記されるドヴェルグ名のひとつ。
- ヴィト（Vitr,「賢者」） - ドヴェルグ。『巫女の予言』に列記されるドヴェルグ名のひとつ。
- ヴィーリ (Víli) - ドヴェルグ。『巫女の予言』に列記されるドヴェルグ名のひとつ。
- ヴィンダールヴ（Vindárfr,「風の妖精」） - ドヴェルグ。『巫女の予言』に列記されるドヴェルグ名のひとつ。
- ヴェイグ（Veigr,「強者」） - ドヴェルグ。『巫女の予言』に列記されるドヴェルグ名のひとつ。
- ヴェストリ - ドヴェルグ。ユミルの頭蓋骨（天）を西方で支えている。
- ヴェルンド（Vǫlundr ヴォルンドル）
- エイキンスキアルディ（Eikinscialdi,「樫の楯を持つ者」） - ドヴェルグ。『巫女の予言』に列記されるドヴェルグ名のひとつだが、同詩の後段において言及されている、「アウルヴァングの住居」にいたとされる同名の存在との関連は不明。
- エイトリ - 『詩語法』に登場するドヴェルグ。ミョルニルなどの宝物を鍛え上げた。
- オト（英語版） - ドヴェルグ。
- ガラール（英語版） - ドヴェルグ。
- ガンダールヴ（英語版）（Gandálfr,「魔法の心得のある妖精」） - ドヴェルグ。『巫女の予言』に列記されるドヴェルグ名のひとつ。
- キーリ (Kíli) - ドヴェルグ。『巫女の予言』に列記されるドヴェルグ名のひとつ。
- シンドリ（英語版） - ドヴェルグ。エイトリと同一視される。
- スヴィーウル（Svíurr,「旅人」） - ドヴェルグ。『巫女の予言』に列記されるドヴェルグ名のひとつ。
- スズリ - ドヴェルグ。ユミルの頭蓋骨（天）を南方で支えている。
- スラーイン（Þráinn,「頑固者」） - ドヴェルグ。『巫女の予言』で列記されるドヴェルグの名のひとつで、『オージンのワタリガラスの呪文歌』に登場するスラーインと同一と思われる。
- スロール（Þrór,「実り豊かな者」） - ドヴェルグ。『巫女の予言』に列記されるドヴェルグ名のひとつ。
- セック（Þekr,「気持ちいい者」） - ドヴェルグ。『巫女の予言』に列記されるドヴェルグ名のひとつ。ロキの変装である女巨人セックとは別人。
- ソリン（Þorinn,「無鉄砲者」） - ドヴェルグ。『巫女の予言』に列記されるドヴェルグ名のひとつ。
- ダーイン（Dáinn） - ドヴェルグ。『ヒュンドラの歌』によれば彼とナッビがヒルディスヴィーニを共作。名剣ダーインスレイヴも鍛えている。『オージンのワタリガラスの呪文歌』に登場するダーインと同一と思われる。
- ドヴァリン（英語版）（Dvarinn,「躊躇う者」） - ドヴェルグ。『ヘルヴォルとヘイズレク王のサガ』では、ドゥリンと共にティルヴィングを鍛えたとされている。『巫女の予言』にもその名前が言及されており、ドヴェルグの先祖を遡れば「ドヴァリンの群」に行き着くとされている。
- ドゥリン（英語版）（Durinn,「眠る者」） - ドヴェルグ。『巫女の予言』において、2番目に生まれ、また2番目に偉いドヴェルグであり、モートソグニルと共に土から他のドヴェルグたちを作ったとされている。また『ヘルヴォルとヘイズレク王のサガ』では、ドヴァリンと共にティルヴィングを鍛えたとされている。
- ナッビ（Nabbi） - ドヴェルグ。『ヒュンドラの歌』によれば彼とダーインがヒルディスヴィーニを共作した。
- ナーリ（Náli,「針」） - ドヴェルグ。『巫女の予言』に列記されるドヴェルグ名のひとつ。
- ナール（Nár,「死者」） - ドヴェルグ。『巫女の予言』に列記されるドヴェルグ名のひとつ。
- ニージ（英語版） (Niði) - ドヴェルグ。『巫女の予言』に列記されるドヴェルグ名のひとつ。
- ニューイ（英語版） (Nýi) - ドヴェルグ。『巫女の予言』に列記されるドヴェルグ名のひとつ。
- ニューラーズ（Nýráðr,「新案を決定した者」） - ドヴェルグ。『巫女の予言』に列記されるドヴェルグ名のひとつ。
- ノーリ（Nóri,「いじけた者」） - ドヴェルグ。『巫女の予言』に列記されるドヴェルグ名のひとつ。
- ノルズリ - ドヴェルグ。ユミルの頭蓋骨（天）を北方で支えている。
- バーヴォル (Bávorr) - ドヴェルグ。『巫女の予言』に列記されるドヴェルグ名のひとつ。
- ハーナル（Hánarr,「器用な者」） - ドヴェルグ。『巫女の予言』に列記されるドヴェルグ名のひとつ。
- ビーヴォル (Bivorr) - ドヴェルグ。『巫女の予言』に列記されるドヴェルグ名のひとつ。
- ファフニール - ニーベルンゲン伝説に登場するドヴェルグ。のちに竜へと姿を変えた。
- フィアラル（Fialarr, 「うかがう者」） - ドヴェルグ。または、『巫女の予言』において、「アウルヴァングの住居」にいたとされる存在。
- フィーリ (Fíli) - ドヴェルグ。『巫女の予言』に列記されるドヴェルグ名のひとつ。
- フラール（Frár,「急ぐ者」） - ドヴェルグ。『巫女の予言』に列記されるドヴェルグ名のひとつ。
- フレイドマル（英語版） - ドヴェルグ。
- フレーグ（Frægr,「有名な者」） - ドヴェルグ。『巫女の予言』に列記されるドヴェルグ名のひとつ。
- ブロック - 『詩語法』に登場するドヴェルグ。ミョルニルなどの宝物を鍛え上げた。
- フンディン（Fundinn,「拾い子」） - ドヴェルグ。『巫女の予言』に列記されるドヴェルグ名のひとつ。
- ヘプティ（Hepti,「柄」） - ドヴェルグ。『巫女の予言』に列記されるドヴェルグ名のひとつ。
- ベムブル（Bömburr,「太っちょ」） - ドヴェルグ。『巫女の予言』に列記されるドヴェルグ名のひとつ。
- ベーリング（英語版） - ドヴェルグ。
- ホルンボリ（Hornbori,「角に穴を開ける者」） - ドヴェルグ。『巫女の予言』に列記されるドヴェルグ名のひとつ。
- ミョズヴィトニル（Miöðvitnir,「蜜酒の狼」） - ドヴェルグ。『巫女の予言』に列記されるドヴェルグ名のひとつ。
- モートソグニル（Mótsognir,「疲れてため息をつく者」） - ドヴェルグ。『巫女の予言』において、最も初めに生まれ、また最も偉いドヴェルグであり、ドゥリンと共に土から他のドヴェルグたちを作ったとされている。
- ラーズスヴィズ（Ráðsviðr,「賢明な決定をする者」） - ドヴェルグ。『巫女の予言』に列記されるドヴェルグ名のひとつ。
- リト（英語版）（Litr,「色の付いた者」） - ドヴェルグ。『巫女の予言』に列記されるドヴェルグ名のひとつ。
- レギン（英語版）（Reginn,「権力者」） - ドヴェルグ。ニーベルンゲン伝説に登場し、その名前は『巫女の予言』にも見られる。
- ローニ（Lóni,「照らされた者」） - ドヴェルグ。『巫女の予言』に列記されるドヴェルグ名のひとつ。
- ローファル（英語版）- ドヴェルグ。

### その他の神的存在
- アーイ（Ái,「曾祖父」） - 『巫女の予言』において、ドヴェルグの名前が列挙されている部分と、その後の「アウルヴァングの住居」にいたとされる存在が列挙される部分の両方に見られる名前。『リーグルの唄』に登場する人間アーイとは別人。
- アウズ - 夜の女神ノートと夫ナグルファリの間の息子。
- アールヴ（Álfr, 「妖精」） - 『巫女の予言』において、「アウルヴァングの住居」にいたとされる存在。種族名のアールヴとの関連は不明。
- ヴィルヴィル (Virvir) - 『巫女の予言』において、「アウルヴァングの住居」にいたとされる存在。
- ヴェルザンディ - ノルンの一人。
- ウルズ - ノルンの一人。
- ギンナル（Ginnar, 「ペテン師」「誘惑者」） - 『巫女の予言』において、「アウルヴァングの住居」にいたとされる存在。
- グローイ（Glói, 「輝く者」） - 『巫女の予言』において、「アウルヴァングの住居」にいたとされる存在。
- スカーヴィズ（Scárfiðr, 「目の鋭い者」） - 『巫女の予言』において、「アウルヴァングの住居」にいたとされる存在。
- スキルヴィル（Scirvir, 「ちび」） - 『巫女の予言』において、「アウルヴァングの住居」にいたとされる存在。
- ソール - 太陽の女神。
- ドラウプニル（Draupnir, 「滴る者」） - 『巫女の予言』において、「アウルヴァングの住居」にいたとされる存在。腕輪のドラウプニルとの関連は不明。
- ドールグスラシル（Dólgþrasir, 「戦に逸る者」） - 『巫女の予言』において、「アウルヴァングの住居」にいたとされる存在。
- ハウグスポリ（Haugspori, 「丘に住む者」） - 『巫女の予言』において、「アウルヴァングの住居」にいたとされる存在。
- ハール (Hár) - 『巫女の予言』において、「アウルヴァングの住居」にいたとされる存在。同じく『巫女の予言』第21聯[1]において用いられているオーディンの別名ハールとの関連は不明。
- ヒューキ - 月の神マーニに従う子供。
- ビュグヴィル - 『ロキの口論』に登場するアールヴ。
- フィン（Finnr, 「ラップ人」） - 『巫女の予言』において、「アウルヴァングの住居」にいたとされる存在。
- フレーヴァング（Hlévangr, 「風から守られた野に住む者」） - 『巫女の予言』において、「アウルヴァングの住居」にいたとされる存在。
- フロスティ（Frosti, 「冷たい者」） - 『巫女の予言』において、「アウルヴァングの住居」にいたとされる存在。
- ベイラ - 『ロキの口論』に登場するアールヴ。
- ユングヴィ（Yngvi, 「突く者」） - 『巫女の予言』において、「アウルヴァングの住居」にいたとされる存在。フレイの別名とされるユングヴィとの関連は不明。

### 人間
- アグネ（英語版）
- アスク - 最初の人間の男。
- アスラウグ - クラカとも。
- アディルス（英語版）
- アトリ - フン族の王アッティラをモデルとしている。
- アールヴ（英語版） - 『ユングリング王のサガ』『ユングリンガ・タル』『ノルウェー史』に登場するスウェーデン王。
- アルレク（英語版）
- イルザ（英語版）
- インギャルド（英語版）
- インゲボルグ（英語版）
- ヴァンランディ
- ヴィースブル
- ヴィトセルク（英語版）
- エイリーク（英語版）
- エギル（英語版）
- エムブラ - 最初の人間の女。
- オッタル - フレイヤの愛人。
- オーッタル（英語版）
- カール
- ギュルヴィ
- クリームヒルト
- グリムヒルト（英語版）
- グンナル
- シャールヴィ
- シガル（英語版）
- シグムンド
- シグニュー（英語版） – シグムンドの妹。
- シグルズ
- シグルド・リング（英語版）
- シッゲイル（英語版）
- シンフィヨトリ
- スヴィプダグ（英語版）-英雄。小人アウルヴァンディルと白鳥の乙女グローアとの間に産まれた男。母グローアより9つのルーンを授かった。太陽の剣（勝利の剣）を冥界から取り戻しハールヴダンに戦いを挑んだ。
- スヴェイグジル
- スカグル・トステ（英語版）
- スキールニル
- 賢明なダグ（英語版）
- ディッグヴィ（英語版）
- ドーマルディ
- ドラウグ（英語版）
- ノール（英語版）
- ノルナゲスト
- ハグバルド（英語版）
- ハキ（英語版）
- ハッディンギャル（英語版）
- ハーラル・ヒルデタンド（英語版）
- ハールヴダン（英語版）
  - 年老いたハールヴダン（英語版）
- ヒャルマール（英語版）
- フィヨルニル
- フグレイク（英語版）
- ビョルン・イロンシッド（英語版）
- フロージ
- フロールヴ・クラキ - 6世紀頃に活躍したデンマークの伝説的君主、十二人のベルセルクを統括するライレの王。北欧最高と謳われた、王権としても象徴される剣スコヴヌングを持っている。クラキは「細い棒、小枝」を意味する綽名。
- ヘグニ
- ヘジン
- ヘディン（英語版）
- ヘルギ・ヒョルバルズソン
- ヘルギ・フンディングスベネ（英語版）
- ボズヴァル・ビャルキ
- マルメニル（英語版）
- ユングヴィ（英語版） – 『ユングリング王のサガ』『ユングリンガ・タル』『ノルウェー史』に登場するスウェーデン王。ユングヴィとは別人。
- ヨルンド（英語版）
- ラウム（英語版）
- リーヴ
- リーヴスラシル
- レスクヴァ
- ロヴァル（Lofarr, 「高名な戦士」） - 『巫女の予言』において、人間の先祖を遡ると彼に行き着くとされており、また人間が生き続ける限り彼の父方の系譜は生き残ると言われている。

## 動物

### 馬
- アールヴァク
- アルスヴィズ
- グラニ - 『レギンの言葉』『ヴォルスング家のサガ』に登場するシグルズルの馬。
- グルトップ
- グルファクシ
- スヴァジルファリ
- スキンファクシ
- スレイプニル
- フリームファクシ
- ブローズグホーヴィ
- ホーヴヴァルプニル

### 狼
- ガルム
- ゲリ
- スコル
- ハティ
- フェンリル
- フレキ
- マーナガルム

### その他の動物
- アウズンブラ - 牝牛。
- ヴィゾーヴニル - 雄鶏。
- ヴェズルフェルニル - 鷹。
- エイクスュルニル - 牡鹿。
- グリンカムビ - 鶏。
- グリンブルスティ - 猪。
- セーフリームニル - 猪。
- タングニョースト - 山羊。
- タングリスニ - 山羊。
- ニーズヘッグ - 蛇。
- ヘイズルーン - 牝山羊。
- ヒルディスヴィーニ - 猪。
- フギン - オージンが従えている渡鴉（大鴉）。
- フレースヴェルグ - 鷲の姿をした巨人。
- ムニン - オージンが従えている渡鴉（大鴉）。
- ヨルムンガンド - 蛇。
- ラタトスク - 栗鼠。
- リントヴルム（ドイツ語: Lindwurm） - ゲルマン文化圏の民間伝承に登場するドラゴン。

## 地名

### 世界
- アースガルズル（Ásgarðr, アースガルズ, アスガルド）
- アールヴヘイムル（Álfheimr, アールヴヘイム, アルフヘイム）
- ヴァナヘイムル（Vanaheimr, ヴァナヘイム）
- ウートガルズル（Útgarðar, ウートガルズ, ウトガルド）
- スヴァルトアールヴァヘイムル（Svartálfaheimr, スヴァルトアールヴヘイム, スヴァルトアルフヘイム）
- ニヴルヘイムル（Niflheimr, ニヴルヘイム, ニフルヘイム）
- ニヴルヘル（Niflhel）
- ヘルヘイムル（Helheimr, ヘルヘイム）
- ミズガルズル（Miðgarðr, ミズガルズ, ミッドガルド）
- ムースペッルスヘイムル（Múspellsheimr, ムスペルヘイム）
- ヨトゥンヘイムル（Jǫtunheimr, ヨトゥンヘイム, ヨツンヘイム）

### 館
- ヴァーラスキャールヴ
- ヴァルホッル（Valhǫll; （ドイツ語形）Walhalla, ヴァルハラ, ワルハラ）
- ヴィーンゴールヴ
- エーリューズニル
- ギムレー - 広間。
- グラズヘイム
- グリトニル
- スリュムヘイム
- セスルームニル - 広間。
- セックヴァベック
- ノーアトゥーン
- ヒミンビョルグ
- ビルスキルニル
- フェンサリル
- フォールクヴァング
- フリズスキャールヴ - 高座。
- ブレイザブリク

### 川
- イーヴィングル（Ífingr） - アースガルズルとヨトゥンヘイムルを隔てる川。
- ヴィムル（Vimur）
- エーリヴァーガル
- エルムト
- ギョッル
- ケルムト
- スリーズル（Slíðr）

### その他の地名
- イェロヴェリル（Iörovellir, 「戦の原」「砂の平地」） - 『巫女の予言』において、誕生したドヴェルグたちが「アウルヴァングの住居」を探しに行った場所。
- イザヴェル
- ヴィーグリーズル（Vígríðr, ヴィーグリーズ, ヴィグリード）
- ウルズの泉（Urðarbrunnr, ウルザルブルンル, ウルザルブルン）
- ギャッラル橋（Gjallarbrú, ギャッラルブルー）
- ギンヌンガガプ
- グニパヘリル
- グラシル（Glasir）
- グリョートトゥーナガルザル（Grjóttúnagarðar） - アースガルズルの国境。『詩語法』でソールがフルングニルと対決した場所。
- シンガステイン（Singasteinn）
- スルーズヴァンガル
- ナーストレンド
- バッリ（Barri） - 『スキールニルの言葉』でフレイとゲルズが落ち合うことにした場所。
- ビフレスト
- ヒンダルフィヤル（Hindarfjall） - 『詩語法』においてブリュンヒルドルが横たえられていた山。
- フヴェルゲルミル
- ヘルヴェグ
- ヘルグリンド
- ミュルクヴィズ - 森。
- ミーミルの泉
- イアールンヴィズル（Járnviðr, ヤルンヴィド） - 森
- ユグドラシル
- ユーダリル

### 実在の地名
- ウプサラの神殿

## 物品

### 剣
- ガンバンテイン（Gambantein） - 『スキールニルの言葉』および『ハールバルズルの歌（英語版）』に登場する剣。
- グラム（Gram） - 北欧のニーベルンゲン伝説（『詩語法』『ヴォルスング家のサガ』）に登場する、シグムンドとその息子シグルズルの剣。
- ダーインスレイヴ（Dáinsleif） - 『詩語法』に登場するホグニ (Hǫgni) の剣。
- テュルヴィング（Tyrfing, ティルヴィング） - 『ヘルヴォルとヘイズレク王のサガ』に登場する剣。
- フロッティ（Hrotti） - 北欧のニーベルンゲン伝説（『ファーヴニルの言葉（英語版）』『詩語法』『ヴォルスング家のサガ』）に登場する、ファーヴニルの剣。
- ホヴズ（Hǫfuð, ホフド） - ヘイムダルの剣。『ギュルヴィたぶらかし』で言及されている。
- ミスティルテイン（Mistilteinn） - 『フロームンド・グリプスソンのサガ』に登場する剣。
- リジル（Riðill, リディル） - 『ファーヴニルの言葉（英語版）』『ヴォルスング家のサガ』において、ファーヴニルの心臓を切り取るのに用いた剣。写本・校訂版によってはリジンとなっている。
- レヴィル（Refil, レフィル） - 北欧のニーベルンゲン伝説（『詩語法』）に登場する、レギンの剣。

### その他の武器
- グングニル（Gungnir） - オーディンが所有する鎗。
- ミョルニル（Mjǫlnir） - ソールが所有する鎚。
- レーヴァテイン（Lævateinn） - 『スヴィプダグルの言葉（英語版）』に登場する武器。一般に剣とされる。

### 装身具
- アンドヴァラナウト（Andvarinaut） - 北欧のニーベルンゲン伝説（『詩語法』）に登場する指輪。
- ヤールングレイプル（Járngreipr, ヤールングレイプ, ヤルングレイプ） - ソールが所有する鉄の手套。
- ヤールングローヴィ（Járnglófi） - ヤールングレイプルの別名。
- ドラウプニル（Draupnir） - オージンが所有する指輪。
- ブリーシンガメン（Brisingamen） - フレイヤが所有する首飾り。
- メギンギョルズ（Megingjörð） - ソールが所有する力帯。

### 船
- スキーズブラズニル（Skíðblaðnir） - フレイルが所有する船。
- ナグルファル（Naglfar） - ムースペッルの船
- フリングホルニ（Hringhorni） - バルドルを船葬する際に用いた船。

### その他の物品
- エルドフリームニル（Eldhrímnir） - 鍋。
- ギャッラルホルン（Gjallarhorn, ギャラルホルン） - ヘイムダルルが所有する角笛。
- グレイプニル（Gleipnir） - フェンリルを縛りつけた紐。
- グローッティ（Grótti, グロッティ） - どんなものも生み出せる魔法の石臼。
- スヴァリン（Svalin, Svalinn） ⇒スヴェル
- スヴェル（Svǫl, スヴォル、「冷やすもの」） - 楯。
- ドローミ（Drómi） - フェンリルを縛りつけようとした際に、二番目に用いた鎖。
- ヘルスコール（helskór） - 『ギースリ・スールスソンのサガ（英語版）』で言及されている。
- モックルカールヴィ（Mökkurkalfe）
- レギンナグラル（Reginnaglar） - 『エイルの人々のサガ（英語版）』で言及されている。
- レージングル（Læðingr, レージング） - フェンリルを縛りつけようとした際に、最初に用いた鎖。

## 概念・用語
- ウールヴヘジン（úlfheðinn） - オオカミのように強い力を持った戦士のこと。狼男も参照。
- ガルドル（gardr, ガルド; （複数形）galdrar, ガルドラル） - 魔術の一様式。
- ガンドル（gandr, ガンド） - 魔術の一つ。
- 九つの世界 - 北欧神話の世界観を説明する術語の一つ。
- スンベル（Symbel（古英語）, sumbl（古ノルド語） スムブル） - ゲルマン人の信仰における「宴」を表す術語。
- セイズル（Seiðr, セイズ） - 魔術の一様式。あるいはその魔術を用いる者。
- ニーズ（níð）
- フィンブルの冬（fimbulvetr, フィンブルヴェトル, フィンブルヴェト, フィムブルヴェト） - 北欧神話において、ラグナロクの前に訪れるとされる出来事。
- フェーデ（ドイツ語: Fehde） - 「血讐」と訳されることもある。
- ブロート（blót） - ゲルマン人の信仰における「供犠、贄、人身御供」の概念を表す術語。
- フェーラグ（Félag） - ヴァイキング時代のゲルマン人社会における集団の一つ。
- ベルセルクル（berserkr, ベルセルク; （英語）berserker, バーサーカー） - ある種の強い力を持った戦士のこと。「狂戦士」と訳されることもある。
- ホルグル（hörgr, ホルグ, ヘルグ; （複数形）hörgar, ホルガル） - ゲルマン人の信仰における「祭壇、神殿」の概念を表す術語。
- ヨール（jōl; （英語形）yule, ユール） - ゲルマン人の信仰における冬至の祭のこと。
- ラグナロク（ragnarök, ラグナレク; ragnarök(k)r, ラグナロック, ラグナロックル） - 北欧神話における「世界の終末」。